# Raffaella Manieri
Raffaella Manieri (Pesaro, 21 novembre 1986) è un'ex calciatrice italiana, di ruolo difensore.
Ha fatto parte della rosa della nazionale italiana che ha partecipato ai campionati europei nel 2009 e nel 2013, vestendo la maglia azzurra della nazionale in 65 incontri e realizzando 10 reti.

## Carriera

### Club
Inizia a giocare nelle giovanili dell'Arzilla Pesaro, per poi passare nel 1999 alla Vigor Senigallia. Con le marchigiane compie la scalata dalla Serie B alla massima serie, passando per la Serie A2, all'epoca il secondo livello del calcio italiano femminile. Nell'estate del 2005 passa al Torino, dove resta due stagioni. Nel 2007 passa al Bardolino Verona, dove resta un anno vincendo la Supercoppa Italiana del 2007 ed il campionato 2007-2008, facendo anche il suo esordio nell'edizione 2007-2008 della UEFA Women's Champion LeagueUEFA Women's Cup, l'allora denominazione del campionato UEFA per club, il 9 agosto 2007 contro le maltesi del Birkirkara. Nella competizione, mette a segno anche 2 reti in 7 presenze. Dopo una sola stagione con le scaligere, si trasferisce alla Torres, dove resta per cinque stagioni, vincendo 4 scudetti, una Coppa Italia e 4 supercoppe italiane.

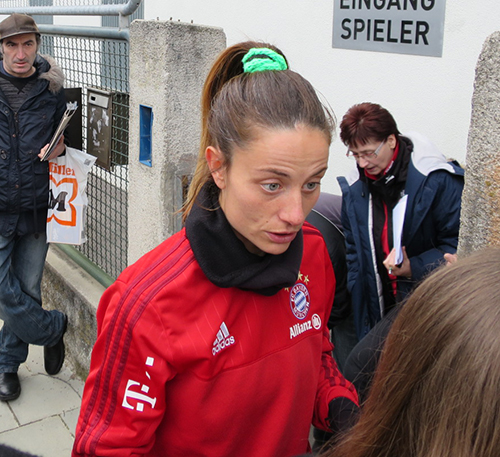
Manieri in Germania nel febbraio 2016.

Nel 2013 si trasferisce al Bayern Monaco, dove viene inizialmente aggregata alla squadra riserve (Bayern Monaco II) iscritta alla 2. Frauen-Bundesliga, secondo livello professionistico del campionato tedesco.. Il suo esordio nella Frauen-Bundesliga avviene il 20 ottobre 2013 contro il Bayer Leverkusen. Il 26 aprile 2015 segna la sua prima rete con le bavaresi, mentre il 10 maggio 2015 festeggia con le compagne il titolo di campione di Germania 2014-2015, titolo che torna in bacheca dopo l'unica vittoria conseguita nel 1976, con il campionato della Germania Ovest, e che la squadra bissa anche il successivo campionato di Bundesliga femminile.
Dopo tre stagioni al Bayern Monaco, il 14 luglio 2016 decide di far ritorno in patria sottoscrivendo un accordo con il Brescia per la stagione 2016-2017. Con la nuova maglia è inserita in rosa già dall'incontro inaugurale della stagione, la Supercoppa italiana 2016, dove il Brescia supera per 2-0 le avversarie dell'Verona Women, finaliste di Coppa Italia 2015-2016. Contribuisce inoltre a tenere la squadra sempre nella parte alta della classifica del campionato di Serie A 2016-2017, concluso al secondo posto dietro alla Fiorentina, squadra che le toglie anche la Coppa Italia vincendo la finale per 1-0. Impiegata dal tecnico Milena Bertolini anche in Champions League, scende in campo in tutti i quattro incontri disputati dal Brescia prima della sua eliminazione, agli ottavi di finale, da parte delle danesi del Fortuna Hjørring. A fine campionato decide di svincolarsi congedandosi dalla società lombarda con un tabellino personale di 15 incontri disputati in campionato al quale si aggiunge una presenza in Coppa.
Durante il calciomercato estivo 2017 il San Zaccaria annuncia di aver formalizzato un accordo con Manieri per la stagione entrante.
Il 9 luglio del 2018 viene ufficializzato il suo passaggio al Milan, divenendone il capitano.
Nel corso della sua seconda stagione in rossonero decide di lasciare la fascia di capitano a Valentina Giacinti.

## Statistiche

### Presenze e reti nei club
| Stagione             | Squadra              | Campionato           | Campionato | Campionato | Coppe nazionali | Coppe nazionali | Coppe nazionali | Coppe internazionali | Coppe internazionali | Coppe internazionali | Altre competizioni | Altre competizioni | Altre competizioni | Totale | Totale |
| Stagione             | Squadra              | Comp                 | Pres       | Reti       | Comp            | Pres            | Reti            | Comp                 | Pres                 | Reti                 | Comp               | Pres               | Reti               | Pres   | Reti   |
| -------------------- | -------------------- | -------------------- | ---------- | ---------- | --------------- | --------------- | --------------- | -------------------- | -------------------- | -------------------- | ------------------ | ------------------ | ------------------ | ------ | ------ |
| 1998-1999            | Vigor Senigallia     | B                    | ?          | ?          | CI              | ?               | ?               | -                    | -                    | -                    | -                  | -                  | -                  | ?      | ?      |
| 1999-2000            | Vigor Senigallia     | B                    | ?          | ?          | CI              | ?               | ?               | -                    | -                    | -                    | -                  | -                  | -                  | ?      | ?      |
| 2000-2001            | Vigor Senigallia     | B                    | ?          | ?          | CI              | ?               | ?               | -                    | -                    | -                    | -                  | -                  | -                  | ?      | ?      |
| 2001-2002            | Vigor Senigallia     | B                    | ?          | ?          | CI              | ?               | ?               | -                    | -                    | -                    | -                  | -                  | -                  | ?      | ?      |
| 2002-2003            | Vigor Senigallia     | A2                   | 18         | 6          | CI              | ?               | ?               | -                    | -                    | -                    | -                  | -                  | -                  | 18     | 6      |
| 2003-2004            | Vigor Senigallia     | A2                   | 18         | 5          | CI              | ?               | ?               | -                    | -                    | -                    | -                  | -                  | -                  | 18     | 5      |
| 2004-2005            | Vigor Senigallia     | A                    | 19         | 7          | CI              | ?               | ?               | -                    | -                    | -                    | -                  | -                  | -                  | 19     | 7      |
| Totale Senigallia    | Totale Senigallia    | Totale Senigallia    | 55+        | 18+        |                 | ?               | ?               |                      |                      |                      |                    |                    |                    | 55+    | 18+    |
| 2005-2006            | Torino               | A                    | 17         | 2          | CI              | 0               | 0               | -                    | -                    | -                    | -                  | -                  | -                  | 17     | 2      |
| 2006-2007            | Torino               | A                    | 19         | 2          | CI              | ?               | ?               | -                    | -                    | -                    | -                  | -                  | -                  | 19     | 2      |
| Totale Torino        | Totale Torino        | Totale Torino        | 36         | 4          |                 | ?               | ?               |                      |                      |                      |                    |                    |                    | 36     | 4      |
| 2007-2008            | Bardolino Verona     | A                    | 10         | 2          | CI              | ?               | ?               | UWCL                 | 7                    | 2                    | SI                 | 1                  | 0                  | 18+    | 4+     |
| 2008-2009            | Torres               | A                    | 20         | 4          | CI              | ?               | ?               | -                    | -                    | -                    | SI                 | 1                  | 0                  | 21+    | 4+     |
| 2009-2010            | Torres               | A                    | 22         | 4          | CI              | ?               | -               | UWCL                 | 9                    | 2                    | SI                 | 1                  | 0                  | -      | -      |
| 2010-2011            | Torres               | A                    | 18         | 8          | CI              | -               | -               | UWCL                 | 4                    | 1                    | SI                 | 1                  | 0                  | -      | -      |
| 2011-2012            | Torres               | A                    | 24         | 9          | CI              | -               | -               | UWCL                 | 4                    | 0                    | SI                 | 1                  | 0                  | -      | -      |
| 2012-2013            | Torres               | A                    | 21         | 7          | CI              | -               | -               | UWCL                 | 5                    | 1                    | SI                 | 1                  | 0                  | -      | -      |
| Totale Torres        | Totale Torres        | Totale Torres        | 105        | 32         |                 | ?               | ?               |                      | 22                   | 4                    |                    | 5                  | 0                  |        |        |
| 2013-2014            | Bayern Monaco        | BL                   | 14         | 0          | CG              | 0               | 0               | -                    | -                    | -                    | -                  | -                  | -                  | 14     | 0      |
| 2014-2015            | Bayern Monaco        | BL                   | 20         | 1          | CG              | 3               | 1               | -                    | -                    | -                    | -                  | -                  | -                  | 23     | 2      |
| 2015-2016            | Bayern Monaco        | BL                   | 3          | 0          | CG              | 0               | 0               | UWCL                 | -                    | -                    | -                  | -                  | -                  | 3      | 0      |
| Totale Bayern Monaco | Totale Bayern Monaco | Totale Bayern Monaco | 37         | 1          |                 | 3               | 1               |                      |                      |                      |                    |                    |                    | 40     | 2      |
| 2016-2017            | Brescia              | A                    | 15         | 0          | CI              | 1               | 0               | UWCL                 | 4                    | 1                    | SI                 | 0                  | 0                  | 20     | 1      |
| 2017-2018            | San Zaccaria         | A                    | 22+1       | 1          | CI              | 5               | 1               | -                    | -                    | -                    | -                  | -                  | -                  | 28     | 2      |
| 2018-2019            | Milan                | A                    | 1          | 0          | CI              | 1               | 0               | -                    | -                    | -                    | -                  | -                  | -                  | 2      | 0      |
| 2019-2020            | Milan                | A                    | 0          | 0          | CI              | -               | -               | -                    | -                    | -                    | -                  | -                  | -                  | 0      | 0      |
| Totale Milan         | Totale Milan         | Totale Milan         | 1          | 0          | -               | 1               | 0               | -                    | -                    | -                    | -                  | -                  | -                  | 2      | 0      |
| Totale carriera      | Totale carriera      | Totale carriera      | 282+       | 58         |                 | 10              | 2               |                      | 33                   | 7                    |                    | 5                  | 0                  | 330+   | 67+    |

### Cronologia presenze e reti in nazionale
| Cronologia completa delle presenze e delle reti in nazionale ― Italia | Cronologia completa delle presenze e delle reti in nazionale ― Italia | Cronologia completa delle presenze e delle reti in nazionale ― Italia | Cronologia completa delle presenze e delle reti in nazionale ― Italia | Cronologia completa delle presenze e delle reti in nazionale ― Italia | Cronologia completa delle presenze e delle reti in nazionale ― Italia | Cronologia completa delle presenze e delle reti in nazionale ― Italia | Cronologia completa delle presenze e delle reti in nazionale ― Italia |
| Data                                                                  | Città                                                                 | In casa                                                               | Risultato                                                             | Ospiti                                                                | Competizione                                                          | Reti                                                                  | Note                                                                  |
| --------------------------------------------------------------------- | --------------------------------------------------------------------- | --------------------------------------------------------------------- | --------------------------------------------------------------------- | --------------------------------------------------------------------- | --------------------------------------------------------------------- | --------------------------------------------------------------------- | --------------------------------------------------------------------- |
| 1-7-2007                                                              | Qinhuangdao                                                           | Messico                                                               | 2 – 2                                                                 | Italia                                                                | Amichevole                                                            | -                                                                     | 69’                                                                   |
| 4-7-2007                                                              | Shenyang                                                              | Italia                                                                | 5 – 0                                                                 | Thailandia                                                            | Amichevole                                                            | -                                                                     | 86’                                                                   |
| 7-7-2007                                                              | Qinhuangdao                                                           | Cina                                                                  | 3 – 1                                                                 | Italia                                                                | Amichevole                                                            | -                                                                     | 37’                                                                   |
| 10-7-2007                                                             | Shenyang                                                              | Italia                                                                | 2 – 1                                                                 | Thailandia                                                            | Amichevole                                                            | -                                                                     | 25’                                                                   |
| 27-10-2007                                                            | Bük                                                                   | Ungheria                                                              | 1 – 3                                                                 | Italia                                                                | Qual. Euro 2009                                                       | -                                                                     | 78’                                                                   |
| 31-10-2007                                                            | Noceto                                                                | Italia                                                                | 5 – 0                                                                 | Romania                                                               | Qual. Euro 2009                                                       | -                                                                     | 46’                                                                   |
| 8-4-2009                                                              | Kilmarnock                                                            | Scozia                                                                | 1 – 4                                                                 | Italia                                                                | Amichevole                                                            | 1                                                                     |                                                                       |
| 25-8-2009                                                             | Lahti                                                                 | Inghilterra                                                           | 1 – 2                                                                 | Italia                                                                | Euro 2009 - Fase a gironi                                             | -                                                                     | 90’                                                                   |
| 19-9-2009                                                             | Domžale                                                               | Slovenia                                                              | 0 – 8                                                                 | Italia                                                                | Qual. Mondiali 2011                                                   | -                                                                     | 85’                                                                   |
| 24-10-2009                                                            | Erevan                                                                | Armenia                                                               | 0 – 8                                                                 | Italia                                                                | Qual. Mondiali 2011                                                   | -                                                                     | 46’                                                                   |
| 3-3-2010                                                              | Nicosia                                                               | Inghilterra                                                           | 3 – 2                                                                 | Italia                                                                | Cyprus Cup 2010 - Finale 5º posto                                     | -                                                                     |                                                                       |
| 27-3-2010                                                             | Tocha                                                                 | Portogallo                                                            | 1 – 3                                                                 | Italia                                                                | Qual. Mondiali 2011                                                   | -                                                                     | 90+3’                                                                 |
| 19-5-2010                                                             | Stettino                                                              | Polonia                                                               | 1 – 5                                                                 | Italia                                                                | Amichevole                                                            | -                                                                     |                                                                       |
| 23-6-2010                                                             | Vantaa                                                                | Finlandia                                                             | 1 – 3                                                                 | Italia                                                                | Qual. Mondiali 2011                                                   | -                                                                     |                                                                       |
| 11-9-2010                                                             | Besançon                                                              | Francia                                                               | 0 – 0                                                                 | Italia                                                                | Qual. Mondiali 2011 - Play-off                                        | -                                                                     |                                                                       |
| 15-9-2010                                                             | Gubbio                                                                | Italia                                                                | 2 – 3                                                                 | Francia                                                               | Qual. Mondiali 2011 - Play-off                                        | -                                                                     |                                                                       |
| 23-10-2010                                                            | Treviso                                                               | Italia                                                                | 1 – 0                                                                 | Svizzera                                                              | Qual. Mondiali 2011 - Play-off                                        | -                                                                     |                                                                       |
| 27-10-2010                                                            | Aarau                                                                 | Svizzera                                                              | 2 – 4                                                                 | Italia                                                                | Qual. Mondiali 2011 - Play-off                                        | -                                                                     |                                                                       |
| 20-11-2010                                                            | Padova                                                                | Italia                                                                | 0 – 1                                                                 | Stati Uniti                                                           | Qual. Mondiali 2011 - Play-off UEFA-CONCACAF                          | -                                                                     |                                                                       |
| 28-2-2012                                                             | Larnaca                                                               | Paesi Bassi                                                           | 2 – 1                                                                 | Italia                                                                | Cyprus Cup 2012                                                       | -                                                                     | 82’                                                                   |
| 4-3-2012                                                              | Paralimni                                                             | Italia                                                                | 2 – 1                                                                 | Scozia                                                                | Cyprus Cup 2012                                                       | -                                                                     |                                                                       |
| 6-3-2012                                                              | Paralimni                                                             | Italia                                                                | 3 – 1                                                                 | Inghilterra                                                           | Cyprus Cup 2012 - Finale 3º posto                                     | -                                                                     |                                                                       |
| 31-3-2012                                                             | Ferrara                                                               | Italia                                                                | 4 – 0                                                                 | Bosnia ed Erzegovina                                                  | Qual. Euro 2013                                                       | -                                                                     |                                                                       |
| 4-4-2012                                                              | Podol'sk                                                              | Russia                                                                | 0 – 2                                                                 | Italia                                                                | Qual. Euro 2013                                                       | -                                                                     |                                                                       |
| 16-6-2012                                                             | Torino                                                                | Italia                                                                | 9 – 0                                                                 | Macedonia                                                             | Qual. Euro 2013                                                       | 2                                                                     |                                                                       |
| 16-9-2012                                                             | San Benedetto del Tronto                                              | Italia                                                                | 1 – 0                                                                 | Polonia                                                               | Qual. Euro 2013                                                       | -                                                                     |                                                                       |
| 19-9-2012                                                             | Atene                                                                 | Grecia                                                                | 0 – 0                                                                 | Italia                                                                | Qual. Euro 2013                                                       | -                                                                     |                                                                       |
| 6-3-2013                                                              | Nicosia                                                               | Inghilterra                                                           | 4 – 2                                                                 | Italia                                                                | Cyprus Cup 2013                                                       | -                                                                     | 85’                                                                   |
| 8-3-2013                                                              | Larnaca                                                               | Nuova Zelanda                                                         | 2 – 0                                                                 | Italia                                                                | Cyprus Cup 2013                                                       | -                                                                     |                                                                       |
| 11-3-2013                                                             | Larnaca                                                               | Italia                                                                | 1 – 2                                                                 | Scozia                                                                | Cyprus Cup 2013                                                       | -                                                                     |                                                                       |
| 13-3-2013                                                             | Larnaca                                                               | Corea del Sud                                                         | 0 – 1                                                                 | Italia                                                                | Cyprus Cup 2013 - Finale 9º posto                                     | -                                                                     | 55’                                                                   |
| 7-4-2013                                                              | Sankt Veit an der Glan                                                | Austria                                                               | 1 – 3                                                                 | Italia                                                                | Amichevole                                                            | -                                                                     |                                                                       |
| 10-7-2013                                                             | Halmstad                                                              | Italia                                                                | 0 – 0                                                                 | Finlandia                                                             | Euro 2013 - Fase a gironi                                             | -                                                                     |                                                                       |
| 13-7-2013                                                             | Halmstad                                                              | Italia                                                                | 2 – 1                                                                 | Danimarca                                                             | Euro 2013 - Fase a gironi                                             | -                                                                     |                                                                       |
| 16-7-2013                                                             | Halmstad                                                              | Svezia                                                                | 3 – 1                                                                 | Italia                                                                | Euro 2013 - Fase a gironi                                             | -                                                                     |                                                                       |
| 21-7-2013                                                             | Växjö                                                                 | Italia                                                                | 0 – 1                                                                 | Germania                                                              | Euro 2013 - Quarti di finale                                          | -                                                                     |                                                                       |
| 20-9-2013                                                             | Tallinn                                                               | Estonia                                                               | 1 – 5                                                                 | Italia                                                                | Qual. Mondiali 2015                                                   | -                                                                     |                                                                       |
| 26-9-2013                                                             | Bassano del Grappa                                                    | Italia                                                                | 1 – 0                                                                 | Romania                                                               | Qual. Mondiali 2015                                                   | -                                                                     |                                                                       |
| 31-10-2013                                                            | San Sebastián de los Reyes                                            | Spagna                                                                | 2 – 0                                                                 | Italia                                                                | Qual. Mondiali 2015                                                   | -                                                                     |                                                                       |
| 13-2-2014                                                             | Novara                                                                | Italia                                                                | 6 – 1                                                                 | Rep. Ceca                                                             | Qual. Mondiali 2015                                                   | 1                                                                     | 59’                                                                   |
| 5-3-2014                                                              | Larnaca                                                               | Inghilterra                                                           | 2 – 0                                                                 | Italia                                                                | Cyprus Cup 2014                                                       | -                                                                     | 55’                                                                   |
| 10-3-2014                                                             | Larnaca                                                               | Italia                                                                | 1 – 1                                                                 | Finlandia                                                             | Cyprus Cup 2014                                                       | -                                                                     | 60’                                                                   |
| 12-3-2014                                                             | Paralimni                                                             | Australia                                                             | 5 – 2                                                                 | Italia                                                                | Cyprus Cup 2014 - Finale 7º posto                                     | -                                                                     |                                                                       |
| 5-4-2014                                                              | Vicenza                                                               | Italia                                                                | 0 – 0                                                                 | Spagna                                                                | Qual. Mondiali 2015                                                   | -                                                                     |                                                                       |
| 10-4-2014                                                             | Cluj-Napoca                                                           | Romania                                                               | 1 – 2                                                                 | Italia                                                                | Qual. Mondiali 2015                                                   | -                                                                     |                                                                       |
| 8-5-2014                                                              | Skopje                                                                | Macedonia                                                             | 0 – 11                                                                | Italia                                                                | Qual. Mondiali 2015                                                   | 1                                                                     |                                                                       |
| 14-6-2014                                                             | Praga                                                                 | Rep. Ceca                                                             | 0 – 4                                                                 | Italia                                                                | Qual. Mondiali 2015                                                   | 1                                                                     |                                                                       |
| 13-9-2014                                                             | Vercelli                                                              | Italia                                                                | 4 – 0                                                                 | Estonia                                                               | Qual. Mondiali 2015                                                   | 1                                                                     |                                                                       |
| 17-9-2014                                                             | Vercelli                                                              | Italia                                                                | 15 – 0                                                                | Macedonia                                                             | Qual. Mondiali 2015                                                   | -                                                                     | 46’                                                                   |
| 25-10-2014                                                            | Rieti                                                                 | Italia                                                                | 2 – 1                                                                 | Ucraina                                                               | Qual. Mondiali 2015 - Play-off                                        | -                                                                     |                                                                       |
| 29-10-2014                                                            | Leopoli                                                               | Ucraina                                                               | 2 – 2                                                                 | Italia                                                                | Qual. Mondiali 2015 - Play-off                                        | -                                                                     |                                                                       |
| 22-11-2014                                                            | L'Aia                                                                 | Paesi Bassi                                                           | 1 – 1                                                                 | Italia                                                                | Qual. Mondiali 2015 - Play-off                                        | -                                                                     | 77’                                                                   |
| 27-11-2014                                                            | Verona                                                                | Italia                                                                | 1 – 2                                                                 | Paesi Bassi                                                           | Qual. Mondiali 2015 - Play-off                                        | -                                                                     |                                                                       |
| 4-3-2015                                                              | Nicosia                                                               | Corea del Sud                                                         | 1 – 2                                                                 | Italia                                                                | Cyprus Cup 2015                                                       | -                                                                     | 46’                                                                   |
| 9-3-2015                                                              | Nicosia                                                               | Italia                                                                | 0 – 1                                                                 | Canada                                                                | Cyprus Cup 2015                                                       | -                                                                     |                                                                       |
| 11-3-2015                                                             | Larnaca                                                               | Italia                                                                | 2 – 3                                                                 | Messico                                                               | Cyprus Cup 2015 - Finale 3º posto                                     | -                                                                     | 46’                                                                   |
| 18-9-2015                                                             | La Spezia                                                             | Italia                                                                | 6 – 1                                                                 | Georgia                                                               | Qual. Euro 2017                                                       | 1                                                                     |                                                                       |
| 24-10-2015                                                            | Cesena                                                                | Italia                                                                | 0 – 3                                                                 | Svizzera                                                              | Qual. Euro 2017                                                       | -                                                                     |                                                                       |
| 27-10-2015                                                            | Chomutov                                                              | Rep. Ceca                                                             | 0 – 3                                                                 | Italia                                                                | Qual. Euro 2017                                                       | 1                                                                     |                                                                       |
| 2-3-2016                                                              | Dherynia                                                              | Italia                                                                | 2 – 0                                                                 | Ungheria                                                              | Cyprus Cup 2016                                                       | -                                                                     |                                                                       |
| 4-3-2016                                                              | Larnaca                                                               | Italia                                                                | 1 – 1                                                                 | Irlanda                                                               | Cyprus Cup 2016                                                       | -                                                                     |                                                                       |
| 7-3-2016                                                              | Larnaca                                                               | Italia                                                                | 0 – 0                                                                 | Austria                                                               | Cyprus Cup 2016                                                       | -                                                                     |                                                                       |
| 9-3-2016                                                              | Larnaca                                                               | Italia                                                                | 3 – 2                                                                 | Rep. Ceca                                                             | Cyprus Cup 2016 - Finale 3º posto                                     | -                                                                     |                                                                       |
| 9-4-2016                                                              | Bienne                                                                | Svizzera                                                              | 2 – 1                                                                 | Italia                                                                | Qual. Euro 2017                                                       | -                                                                     |                                                                       |
| 7-6-2016                                                              | Gori                                                                  | Georgia                                                               | 0 – 7                                                                 | Italia                                                                | Qual. Euro 2017                                                       | 1                                                                     |                                                                       |
| Totale                                                                |                                                                       | Presenze                                                              | 65                                                                    |                                                                       | Reti                                                                  | 10                                                                    |                                                                       |

## Palmarès
- Campionato italiano: 5

Bardolino Verona: 2007-2008
Torres: 2009-2010, 2010-2011, 2011-2012, 2012-2013
- Frauen-Bundesliga: 2

Bayern Monaco: 2014-2015, 2015-2016
- Coppa Italia: 1

Torres 2010-2011
- Supercoppa italiana: 6

Bardolino Verona: 2007
Torres: 2009, 2010, 2011, 2012
Brescia: 2016